# 曼島貓

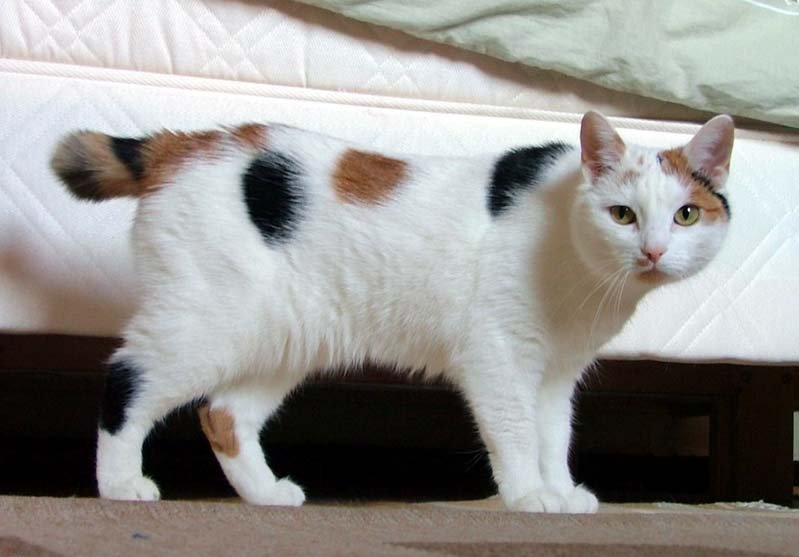
一只帶有短尾的馬恩島貓

萌島貓（英語：Manx cat），為一種原產於萌島的貓。這種貓的奇特之處在于，真正的純種萌島貓是完全沒有尾巴的，在普通貓尾巴的位置只有一個凹痕。在傳說中，萌島貓由于較其他動物晚了一步搭上挪亞方舟，尾巴被門夾到，成為了無尾貓。不過在繁殖過程中，也能產生小尾、殘尾、突尾的萌島貓。此外，萌島貓的脊椎也較普通貓為短。萌島貓體格健壯，較為長壽，且非常聰穎，是知名的寵物貓品種。此外，萌島貓還有其長毛品種，即威爾斯貓。
不過因為萌島貓的無尾基因與致死基因排列的十分靠近，所以不建議無尾配無尾的育種。